# St. Georg (Sankt Georgen)

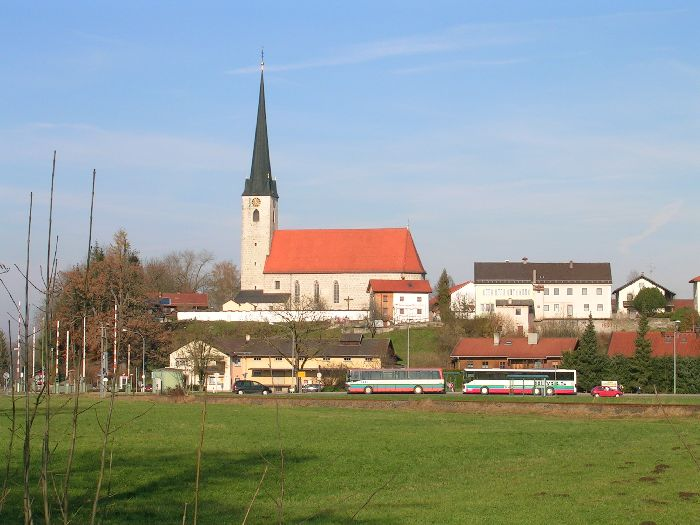
St. Georg in Sankt Georgen

Die römisch-katholische Pfarrkirche St. Georg steht in Sankt Georgen, einem Gemeindeteil der Stadt Traunreut im oberbayerischen Landkreis Traunstein. Die Kirche steht unter Denkmalschutz und ist in der Liste der Baudenkmäler in Traunreut unter der Nr. D-1-89-154-36 eingetragen. Die Kirche gehört zum Dekanat Traunstein im Erzbistum München und Freising.

## Beschreibung
Die gotische Saalkirche wurde aus Quadermauerwerk erbaut. Sie besteht aus dem nach einem Brand 1504 erneuerten Langhaus zu vier Jochen, dem vom Vorgängerbau aus der ersten Hälfte des 15. Jahrhunderts stammenden dreiseitig geschlossenen Chor im Osten, der im 17. Jahrhundert angebauten Sakristei an der Nordwand des Chors und dem Kirchturm im Westen. Sein oberstes Geschoss enthält die Turmuhr und den Glockenstuhl. Darauf sitzt ein spitzer Helm. Ein Vorbau aus dem 17. Jahrhundert steht in der Südostecke von Langhaus und Kirchturm. In ihm wurden 1962/63 Kapellen nach Entwürfen von Michael Steinbrecher eingebaut.